# ナンシー・ウォーカー・ブッシュ・エリス
ナンシー・ウォーカー・ブッシュ・エリス（Nancy Walker Bush Ellis, 1926年2月4日 - 2021年1月10日）は、アメリカ合衆国の環境保護論者、政治運動家である。第41代アメリカ合衆国大統領のジョージ・H・W・ブッシュの妹であり、第43代大統領のジョージ・W・ブッシュと第43代フロリダ州知事のジョン・エリス・"ジェブ"・ブッシュの叔母である。

## 生涯
1926年2月4日にマサチューセッツ州ミルトンでプレスコット・シェルドン・ブッシュ（1895-1972年）とドロシー・ウォーカー・ブッシュ（1901-1992年）のあいだに生まれる。ジョージ・H・W・ブッシュを含む5人きょうだいで唯一の女子であり、若年期はテニスプレーヤーだった。コネチカット州グリニッジの私立ローズマリー・ホール（現在のウォリングフォードのチョート・ローズマリー・ホール）とファーミントンのミス・ポーターズ・スクールで学んだ。1946年に英語の学位を得てヴァッサー大学を卒業した。
1946年10月26日、グリニッジのセント・ポール教会で保険会社のフェアフィールド&エリス（コールン&ブラックと合併、現在はウィリス・グループ・ホールディングスの一部）の幹部のアレクサンダー・エリス・ジュニア（Alexander Ellis Jr., 1922-1989年）と結婚した。結婚資の招待客にはジェームズ・L・バックリー、ジョン・V・リンゼイ、ジョン・チェイフィー、ナンシーの兄のジョージ、戦略情報局のウィリアム・B・マコーマー・ジュニアが含まれた。夫婦は娘のナンシー・ウォーカー・エリス・ブラック（Nancy Walker Ellis Black）、息子のアレクサンダー3世、ジョン、ジョサイアをもうけた。一家はマサチューセッツ州コンコードで暮らし、夫アレクサンダーの死後はビーコンヒルに移った。

### 政治的活動
彼女はリベラル派の民主党員で環境保護主義者であり、全米黒人地位向上協会（NAACP）で積極的に資金調達し、NAACP法的防衛・教育基金の共同会長を務めていたが、1988年に兄ジョージが大統領選挙に出馬した際に共和党に移った。2004年9月に甥のジョージが再選を目指した際にはヨーロッパ在住の共和党員に投票を呼びかけるためにロンドン、パリ、フランクフルトを訪れた。

### 奉仕・慈善活動
エリスはユナイテッド・サウスエンドセツルメントで長年奉仕し、その名誉理事を務めていた。彼女はまたニューイングランド医療センター、ボストン交響楽団、ニューイングランド音楽院でも働いた。
ジョージ・W・ブッシュ政権における絶滅危惧種保護法緩和に批判的なマサチューセッツオーデュボン協会で理事を務めていたエリスはベリーズのリオブラボー保護管理地域と環境保護プログラムであるベリーズ計画を設立するための募金活動を主導した。また非政府組織であるパクト（Pact）のメンバーでもあった。

### 死去
マサチューセッツ州でCOVID-19が流行中の2020年12月30日にエリスは発熱し、検査の結果COVID-19陽性であった。彼女は翌2021年1月10日にマサチューセッツ州コンコードのアシスティッド・リビング施設で亡くなった。94歳だった。